# Hypothèse du contact

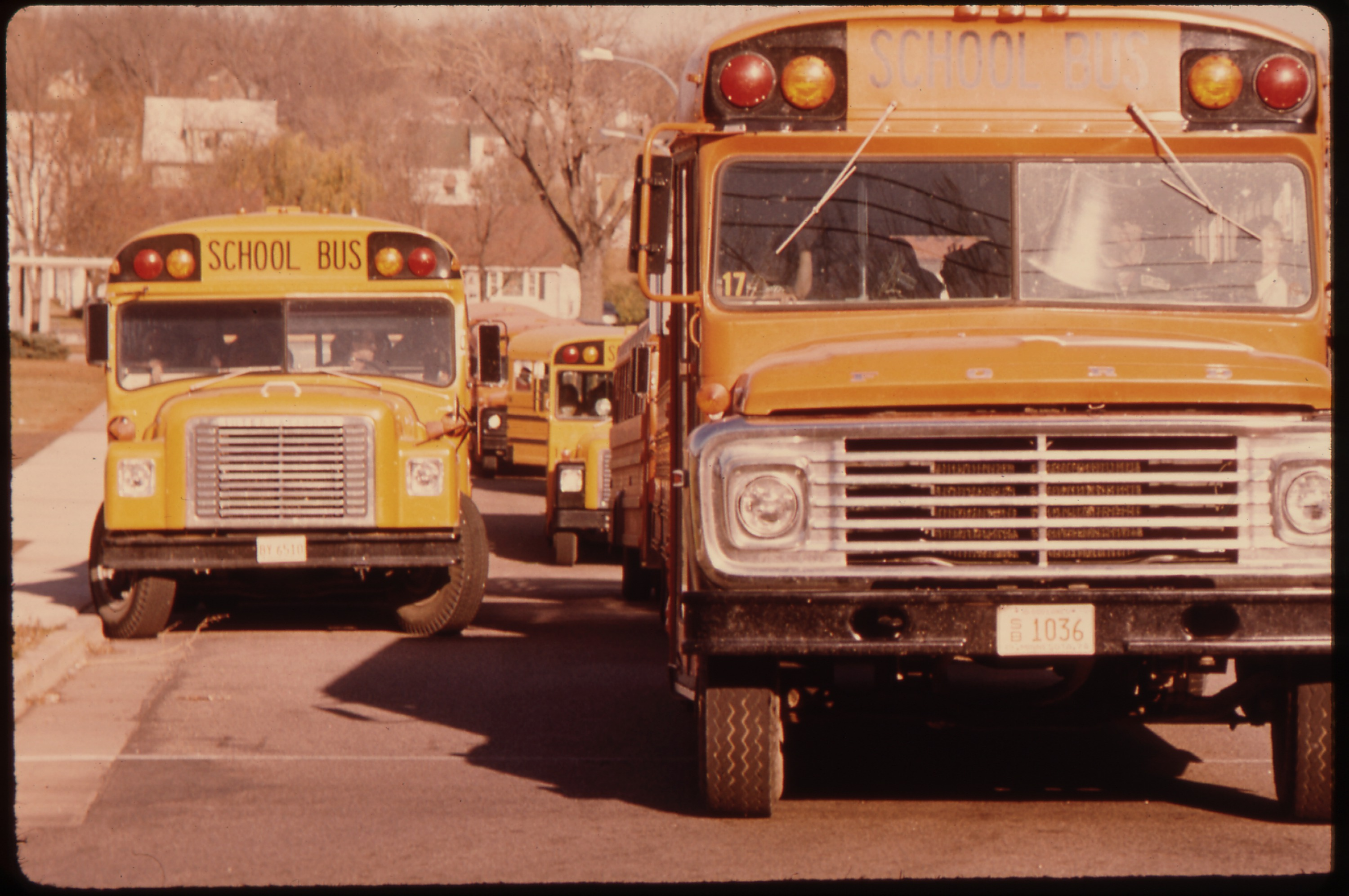
Expérience de busing aux États-Unis

L'hypothèse du contact stipule qu'une des meilleures façons d’améliorer les relations entre deux groupes en conflit est d’établir un contact entre les deux, tout en respectant certaines conditions. Cette théorie s'inscrit dans le champ de l'étude des préjugés en psychologie sociale.
En psychologie sociale, les préjugés sont des attitudes négatives ou des prédispositions à adopter un comportement négatif envers les membres d'un exogroupe, c'est-à-dire un membre d'un autre groupe que le groupe d'appartenance, aussi appelé outgroup en psychologie sociale. Ces attitudes négatives reposent sur une généralisation erronée et rigide.
L'hypothèse du contact fait partie des stratégies de réduction des préjugés basées sur l'approche intergroupe. Celles-ci reposent sur l'idée générale que les personnes perçoivent et se comportent en favorisant leur groupe d’appartenance par rapport aux autres groupes, ce qu'on appelle en psychologie sociale le biais pro endo-groupe.

## Les premières recherches
Dès 1946, Brophy constatait que plus les marins Blancs effectuaient des voyages avec des marins Noirs, moins ils éprouvaient de préjugés négatifs à leur égard.
Par la suite Kephart, montra en 1957 que des officiers Blancs ayant travaillé avec des collègues Noirs, rechignaient moins par la suite à voir des Noirs rejoindre la police du district, à faire équipe avec un collègue Noir et à recevoir des ordres d'officiers Noirs.
Par la suite, de plus en plus d'études portant sur le contact intergroupe ont été menées. Williams en 1947 effectua une revue des études portant sur les relations de groupe. Il remarqua que les relations intergroupe pouvaient participer à une diminution maximale de préjugés en réunissant quelques conditions : quand les deux groupes partagent le même statut, le même intérêt, la même tâche et quand la situation permettait un contact intime entre les deux groupes.
Les chercheurs, notamment Deutsch and Collins en 1951, commençaient à étudier très sérieusement la théorie. Ils menèrent des interviews avec des femmes au foyer au sujet de plusieurs projets d'habitation. Les deux premiers projets séparaient les habitations des familles Noirs de celles des familles Blanches. Les deux autres projets assignaient les habitations aléatoirement et ne les séparaient donc pas sur un critère tel que la couleur de peau. Les résultats des interviews ont montré que les femmes habitant les quartiers mixtes avaient beaucoup plus de contacts positifs avec les voisins Noirs. De plus, elles considéraient leurs voisins Noirs avec plus d'estime et encourageaient plus volontiers les projets d'habitation interraciaux.
Par la suite, l'hypothèse du contact a été développée en grande partie par Gordon Willard Allport dans son livre, "Nature Of Prejudice" (la nature du préjugé). Celui-ci précisera qu'il est erroné de penser que le simple contact intergroupe suffise à réduire l'hostilité ou bien les tensions qui existeraient entre deux groupes. Il met en évidence des conditions nécessaires pour obtenir la diminution de ces tensions : il faut que la relation s’établisse entre des personnes ayant un statut égal, partageant un but commun, qu'elle permette l'établissement d'une connaissance mutuelle et enfin qu'elle soit soutenue par l'environnement social (comme les politiques sociales) et les institutions officielles.

## Allport
En 1954, Gordon Allport, psychologue social diplômé de Harvard, publia "The Nature of prejudice" en français "la nature du préjugé". Ce livre est une référence dans l'étude de l'origine des préjugés et des méthodes mises en place pour leur diminution. Allport fourni une analyse précise de la formation des discriminations integroupe, anticipant certaines découvertes en cognition sociale et dans les attitudes de groupe, mais aussi en proposant des applications politiques influentes visant la suppression de ces discriminations. La majorité des tentatives d’amélioration des relations inter-ethniques menées aux États-Unis ces dernières années, notamment dans les écoles, seraient basées sur les travaux d'Allport. La pensée de base de l'hypothèse du contact réside en cette phrase.

## Les conditions de l'hypothèse du contact
L'intitulé "hypothèse du contact" est légèrement trompeur car pour parvenir à une diminution des préjugés qu'un membre d'un groupe exprimerait à l'égard d'un membre d'un autre groupe, il faut bien plus qu'un simple contact furtif. En effet, Allport a mis en évidence quelques conditions indispensables à l’émergence de l'effet de contact intergroupe.
Les 4 conditions principales sont :
- Le soutien social et institutionnel
- Le potentiel de connaissance
- Des statuts égaux
- La coopération

### Le soutien social et institutionnel
Allport postule qu'il existe de puissantes interventions sociales qui peuvent permettre de réduire l'intensité des préjugés et contrer ses effets négatifs .
La première condition à l'obtention de l'effet escompté est qu'il devrait exister un cadre social et institutionnel proposant des mesures faisant la promotion pour plus de contact. C'est-à-dire que les autorités — proviseurs d'écoles, politiciens chargés de légiférer, les juges chargés de la surveillance de l'administration — doivent être en accord avec les politiques d’intégration.
Ceci est important pour trois raisons :
1. Les personnes ayant autorité sont habilitées à sanctionner (et récompenser) des actions qui empêchent (ou encouragent) l'accomplissement de l’objectif poursuivi. Elles disposent donc de réels moyens permettant une application des mesures de contact mise en place par des politiques sociales.
2. En obligeant les personnes à se comporter de manière moins préjudiciable cela va surement les mener à intégrer ces comportements comme répondant de leur propre attitude.
3. La troisième raison pour laquelle il est important de promouvoir le soutien institutionnel pour des mesures de contact est que cela aide à créer un nouveau climat social dans lequel plus de normes de tolérance peuvent émerger.

Russel souhaitait montrer comment les normes sociales de discrimination peuvent être un facteur déterminant des contacts intergroupes. Pendant la période politique de l'apartheid en Afrique du Sud, elle a mené des recherches dans un voisinage mixte où vivent 50 % de blancs, 20 % de noirs et 30 % d’indiens. Mais peu d’effets positifs de contact ont émergé. Le contexte social plus large a éteint les effets qui peuvent être obtenus dans ce genre de situation. Russel montra ainsi que la société a le pouvoir de faciliter ou de mettre des obstacles aux contacts intergroupe.

### Le potentiel de connaissance
Ce terme a été choisi par Cook pour designer la fréquence, la durée et la proximité du contact. Selon lui, pour être efficace, le contact doit proposer un haut potentiel de connaissance, c'est-à-dire être relativement fréquent, durer longtemps, et sous tendre une relative proximité. Ces conditions permettraient de développer une relation satisfaisante entre les membres des groupes concernés. Il y a trois raisons pour lesquelles ces critères relationnels doivent être présents :
1. Dans un premier temps, le développement d'une relation interpersonnelle relativement intime sera connotée positivement et donc recherchée par la suite. De plus, les sentiments positifs développés dans cette relation dépasseront la relation interpersonnelle pour s'étendre à l'entièreté du groupe.
2. La deuxième raison de l'importance des critères relationnels est que ces sentiments positifs et la relation se développant, ceci permettra d'obtenir de nouvelles informations sur l'exogroupe. Selon certains théoriciens[9] cette relation permettrait de découvrir des similarités auparavant inconnues entre l'exogroupe et le groupe d'appartenance. Poursuivant cette logique et selon l'hypothèse de similarité-attraction en psychologie sociale, qui stipule que nous sommes attiré par ce qui nous est familier (voir attirance interpersonnelle), la découverte de similarités entre les deux groupes entrainerait une plus grande affection[11].
3. Cette idée est cependant contestée, en effet, la troisième raison pour laquelle le haut potentiel de connaissance dans le contact est important est qu'il permet d'infirmer les stéréotypes négatifs que nous pourrions avoir à l’égard d'un groupe. Ceci est possible encore une fois grâce aux informations récoltées mais certains auteurs ne soutiennent pas l'idée que cela mène à percevoir plus de similarité entre les groupes, mais seulement à la révisions de stéréotypes[12].

### Des statuts égaux
De nombreux préjugés exprimés à l'égard d'un exogroupe comprennent des croyances en leur infériorité quant à la réalisation de certaines tâches. Si le contact a lieu dans une situation où les statuts entre les membres de l'endogroupe et de l'exogroupe ne sont pas égaux, alors les stéréotypes existants seront renforcés au lieu d'être affaiblis. Ce pourrait être pour cette raison, par exemple, que les préjugés envers les Noirs dans les États du Sud des États-Unis montrent tant de résistance aux changements. En effet, beaucoup de Blancs sont en contact avec des Noirs mais bien souvent ces derniers tiennent une position servile comme nurse, cuisinier, portier…
Alors que si des membres appartenant à des groupes différents se retrouvent à devoir travailler ensemble, en ayant un statut égal, comme des camarades de classes ou bien des coéquipiers dans une usine, alors la croyance en des capacités inférieures est difficile à maintenir devant l'évidence que tout le monde réalise les mêmes tâches.
Un exemple assez parlant nous est donné dans le film American History X de Tony Kaye, dans lequel Derek Vinyard (Edward Norton), un sympathisant du mouvement Skinhead néonazi aux États-Unis, se retrouve en prison après le meurtre de deux Américains noirs. Il rencontre un jeune homme noir avec qui il doit faire équipe pour travailler à la blanchisserie de la prison. Ce dernier lui assure sa protection et il commence à se tisser une amitié entre les deux hommes. Ici les statuts égaux, la proximité, et la coopération entre les deux hommes leur ont permis de développer une certaine familiarité qui se transformera en sympathie.

### La coopération
Ces études portant sur la nécessité d'être à statut égal dans les situations de contact pour voir un effet positif du contact intergroupe se fondent sur la notion de coopération, qui est une des conditions à part entière pour diminuer les préjugés. En situation de coopération les membres des différents groupes sont interdépendants et pour parvenir à l'objectif souhaité ils n'ont d'autres choix que de développer des relations amicales les uns avec les autres. Le but commun en question est en général quelque chose de concret et de taille humaine, qui n'est atteignable que grâce à la mutualisation des performances. Mais il se peut aussi que des buts supra ordonnés soient de taille beaucoup plus importante et aillent au-delà des menaces que les groupes représentent les uns pour les autres. Ce fut le cas par exemple en Inde centrale en octobre 1993 à la suite d'un important tremblement de terre où on estime que 30 000 personnes ont trouvé la mort. Face à un événement de cette ampleur, les haines communautaires entre musulmans et hindous ont été mises de côté pour se consacrer à l'aide que chacun pouvait apporter. Un jeune aurait dit : “peu importe si cette maison appartient à un hindou ou à un musulman, qui que ce soit, ils ont besoin de notre aide”.
Sherif a démontré que la coopération intergroupe entraine plus de gentillesse et moins de biais pro endogroupe que la compétition. Sherif démontra cela dans sa célèbre étude de Robbers Cave où 22 jeunes garçons de 11 et 12 ans ont été observés dans le cadre d'un camp de vacances dans le parc d'État Robbers Cave, Oklahoma. Le séjour s'est déroulé suivant trois phases : formation de groupes, phase de compétition, phase d'intégration. Dans un premier temps, les enfants étaient répartis dans deux groupes différents. Chaque groupe ignorant l'existence de l'autre. Dans un deuxième temps, les deux groupes se rencontraient pour disputer un match de baseball et enfin, les deux groupes se retrouvaient dans une situation de coopération.
Sherif constata que les attitudes hostiles envers l'exogroupe émergent uniquement quand les groupes se rencontre en situation de compétition. Les prix en jeu revenaient au vainqueur du match, soit à l'un ou l'autre groupe ce qui renforçait la compétitivité des groupes. Par la suite Shérif constata que le simple contact entre les membres des groupes n'a pas été suffisant à réduire cette hostilité mais que cela est possible uniquement en présence d'un but supra ordonné, c'est-à-dire un objectif commun aux deux groupes et pour lequel ils doivent mener une action collective nécessitant une certaine unité, en d'autres termes, ils devront collaborer pour atteindre ce but.
Eliot Aronson développa la technique de la classe puzzle (jigsaw classroom technique) qui est un modèle d'apprentissage coopératif dans des écoles. Dans les classes puzzles le professeur donne, par exemple, à chaque élève un morceau de la leçon. Pour avoir la leçon en entier, les élèves doivent coopérer en mettant chaque partie en commun. C'est un exemple des huit variantes existantes de la classe puzzle. En recourant à ce dispositif, on s'attend à ce que se développe une attraction interpersonnelle, une prise de recul sur la relation, un soutien social et une gestion constructive du conflit. Des méta-analyses, c'est-à-dire une série de tests pratiqués sur des études déjà existantes, de l'effet des techniques de coopération au sein de relations inter-ethnique, interracial, et avec des personnes handicapées ont confirmé un impact positif de la coopération sur les relations entre les pairs et l'amabilité.

## L'hypothèse du contact
Thomas F. Pettigrew a relevé quatre problèmes dans l'hypothèse d'Allport. En premier lieu selon lui, il existe un biais de sélection dans les études menées puisque les personnes ayant des préjugés éviteront les contacts intergroupes. Ensuite, d'après lui, les auteurs surchargent l'hypothèse de conditions facilitatrices mais pas essentielles. En troisième lieu, l'hypothèse ne propose aucun processus. Pettigrew, propose quatre processus que nous verrons en détail plus tard. Enfin, l'hypothèse d'Allport ne spécifie pas comment s'opère la généralisation à d'autres situations. C'est-à-dire comment une diminution de préjugés dans une situation particulière s’étendra à d'autres situations plus générales. Pettigrew propose trois stratégies mises en place de façon séquentielle et qui permettent la généralisation : 
1. La dé-catégorisation permet, en faisant la connaissance d'un membre d'un exogroupe, d'extraire celui-ci de la catégorie dans laquelle nous le positionnons à priori. Une fois le membre extrait de cette catégorie, il n'est plus associé aux préjugés et stéréotypes caractéristiques de cette catégorie.
2. La re-catégorisation selon des traits saillants. C'est-à-dire que l'on re-catégorise le membre du groupe selon les informations obtenues.
3. puis une re-catégorisation dans sa catégorie initiale avec comme corollaire les informations obtenues qui viendront comme annuler les préjugés et stéréotypes propres à cette catégorie. Ces informations seront généralisées aux autres membres de son groupe[17].

Pettigrew, Hewstone et Tropp ont démontré que les effets positifs de la théorie du contact s'appliquent aussi aux attitudes envers les personnes plus âgées, les personnes homosexuelles, les patients psychiatriques et les enfants handicapés.
Les travaux de Lauren McLaren sont un apport intéressant pour la théorie du contact. Dans son article «Anti-Immigrant Prejudice in Europe : Contact, Threat Perception, and Preferences for the Exclusion of migrants» (Préjugés envers les immigrés en Europe : contact, perception de la Menace, et préférences pour l'exclusion des migrants) Mc Laren met en relation l'hypothèse du contact et les niveaux de sentiments d'exclusion vis-à-vis des immigrants qui constituent une nouvelle minorité. Son modèle tend à prouver que des contacts intimes noués avec des membres de groupes minoritaires rendent les membres du groupe majoritaire plus tolérants et moins enclins à rejeter du pays les immigrés en situation régulière.
Il a été montré que plus tôt ces contacts ont lieu, plus ils seront efficace. En effet, Michael O. Emerson étend la théorie du contact en faisant l'hypothèse que les contacts raciaux précoces auront des effets sur la diversité raciale des liens sociaux contemporains. Son étude parue en 2002 tend à prouver que des personnes ayant fait l’expérience de contacts multiculturels très tôt à l'école et dans le voisinage seront plus enclins à l'âge adulte à avoir des cercles d'amis et groupes sociaux plus mixtes d'un point de vue culturel.
La théorie du contact s'applique aussi à d'autres groupes que les groupes culturels. En effet, Miles Hewstone, qui a travaillé 17 ans sur la question de l'hypothèse du contact se penche sur l'impact et l'application de l'hypothèse du contact dans l'article «Intergroup Contact, Panacea for prejudice ?». Dans ses recherches, celui-ci démontre des effets positifs du contact dans les attitudes envers les plus âgés, les patients psychiatriques, les personnes homosexuelles et les enfants handicapés. Hewstone se demande aussi ce que le contact change réellement, il dresse une revue de la littérature portant sur l'hypothèse du contact pour en retirer 5 conditions clefs suivants lesquelles le contact entre les membres de différents groupes devrait être établi. Selon Hewstone, ces conditions constituent les variables indépendantes du contact :
- Conditions de statuts égaux, comme le statut socio-professionnel, ou la position au travail,
- Situations dans lesquels les stéréotypes auraient une tendance à être infirmés,
- Situation où il y aurait une coopération intergroupe,
- Il faudrait que ces situations permettent aux participants d'apprendre à se connaître correctement les uns les autres,
- Il faudrait que des normes sociales plus larges encouragent l'égalité.

Ces conditions diffèrent légèrement de celles posées par Allport et Pettigrew. En revanche, Hewstone s'accorde avec ces derniers sur un point : ces conditions doivent être pensées comme étant facilitatrices plutôt qu'essentielles. C'est-à-dire qu'elles ne sont pas indispensables mais garantissent une plus grande chance d'obtenir une diminution des préjugés si elles sont réunies.
À la question : qu'est ce que le contact change réellement? Hewstone répond qu'un contact intergroupe positif favorise des attitudes plus positives ou tout du moins, des attitudes moins négatives envers l'exogroupe. Le contact permet aussi de mieux percevoir l'hétérogénéité de l'exogroupe. En effet, un des biais pro endo-groupes dont nous parlions en introduction de cet article consiste à percevoir l'exogroupe comme plus homogène qu'il ne l'est réellement et en revanche de percevoir plus facilement l'hétérogénéité du groupe d'appartenance. Les préjugés et stéréotype exprimés à l'égard de l'exogroupe s'appliquent à chacun de ses membres comme si ces derniers partageaient beaucoup plus de traits de caractère en commun que les membres du groupe d'appartenance. Ce biais a une tendance à favoriser la généralisation de stéréotypes à l'ensemble de l'exogroupe. Hewstone a aussi prouvé dans ses recherches que le contact peut aussi rendre les personnes plus enclines à pardonner des faits passés et des exactions commises et augmente la confiance en l'exogroupe . Hewstone stipule que les effets positifs du contact peuvent être généralisés pour plusieurs cas : d'une situation à une autre, d'un membre spécifique de l'exo-groupe à l'exo groupe dans son entièreté, de l'exogroupe ciblé à d'autres exogroupes. Par exemple si je suis en contact avec un membre de l'exogroupe au travail et que cela entraine une diminution de mes préjugés, il se peut qu'en dehors du travail cette tendance à moins de préjugés persiste. De même si je rencontre la famille de mon collègue ou sa communauté, la diminution de préjugés s'appliquera pour tous les membres avec qui je serai en contact. Enfin, si cette baisse de préjugés est bien ancrée, alors il se peut qu'elle s'applique à une autre communauté. Selon Hewstone, le contact peut aussi fonctionner avec des processus plus subtils que la généralisation. Cela pourrait permettre l'accès à un réseau social informel pour des membres de catégories sociales notamment de minorités ethniques. Cet accès permettrait de réduire une « peur automatique » avec laquelle, habituellement, les membres de groupes se répondent.

Hewstone soulève 4 questions :
- Le contact fonctionne-t-il ?
- Le contact influence-t-il les attitudes, ou bien est-ce que ce sont les attitudes qui permettent le contact ?
- Comment le contact fonctionne-t-il ?
- Quand le contact fonctionne-t-il ?

La méta-analyse de Pettigrew et Tropp, que nous voyons plus tard, s'efforce de répondre à la première question. Étudions de plus près les trois autres.

### Le contact influence-t-il les attitudes ou bien les attitudes permettent-elles le contact?
Cette question se pose car les études menées dans l'hypothèse du contact sont des études corrélationnelles, le sens de la causalité n'est pas déterminé et dans les études menées les résultats sont mitigés. Des études expérimentales ont montré que le contact aurait un effet sur les attitudes. Des analyses statistiques qui estiment l'effet causal montre que le chemin allant du contact aux attitudes est plus fort que le chemin inverse. Cependant, il reste que des personnes qui éprouveraient d'importants préjugés envers un exogroupe seraient moins motivées à rechercher un contact avec des membres de cet exogroupe, et auraient plutôt tendance à tout faire pour éviter tout contact. Dans le cas où le contact serait inévitable alors ces personnes feraient tout pour garder une certaine distance émotionnelle, par exemple elles limiteraient la relation à un niveau très superficiel, rendant alors l'effet de contact impossible. En résumé, si des préjugés prévalent sur la relation ils détermineront si les conditions dans lesquelles a lieu le contact sont optimales ou pas pour voir émerger un effet de contact. c'est ce qui est appelé "l'effet du préjugé".

### Comment le contact fonctionne-t-il?
Il existe quatre mécanismes principaux permettant d'induire des changements par le contact : 
- La personne en contact en apprend plus au sujet de l'exogroupe,
- La personne a un comportement axé sur le changement d'attitude, ceci peut se produire dans des situations de tâches coopératives entre les membres de deux groupes par exemple,
- La personne peut être amenée à réévaluer son groupe d'appartenance,
- Si une personne entretient des liens affectifs. Ce dernier mécanisme est le plus efficace.

Des processus affectifs à l’œuvre dans le contact sont illustrés par les recherches de Stephan et Stephan sur l’anxiété intergroupe. Il a été prouvé que 21 % des effets de contact qui réduisent les préjugés sont modérés par des contacts qui réduisent aussi l’anxiété. Autrement dit, ce serait la réduction de l'anxiété (via le contact) qui permettrait aux membres d'un groupe d'éprouver moins de stéréotypes envers l'exogroupe.

### Quand le contact fonctionne-t-il?
Selon Hewstone, des recherches montrent que le contact comme réducteur de préjugés fonctionne d'autant mieux que la frontière du groupe est saillante. Pour permettre la généralisation de l'effet du contact à tous les membres du groupe, la visibilité des frontières du groupe devrait être maintenue durant le contact. Par exemple, lors d'une rencontre entre des jeunes et des grands parents, l'effet était d'autant plus significatif quand les plus jeunes disaient être conscients des âges respectifs des groupes.
Cependant, Hewstone précise que rendre les catégories saillantes pendant le contact n'est pas sans risque. En effet, cela pourrait renforcer la perception des différences des groupes et pourrait être source d’anxiété. Les catégories ne devraient être rendues saillantes que dans un deuxième temps et ne devraient pas être proposées dans la phase initiale du contact, surtout quand les relations sont très négatives à la base.
Dans ses recherches Hewstone montre que la combinaison de contact positif avec des individus de l'exogroupe et la saillance du groupe pendant le contact, conduit à réduire l’anxiété et à une attitude plus positive envers l'exogroupe.
Cook testa l'hypothèse du contact dans une expérience qui se distingue dans le champ expérimental. Il créa un espace de travail mixte, avec des personnes d'origines différentes, et embaucha des jeunes adultes blancs porteur de préjugés raciaux pour travailler pour une compagnie de chemin de fer. Ces jeunes travaillaient avec deux collègues, un Noir et un Blanc, tous deux complices de l’expérience. Pendant un mois, ils travaillaient ensemble dans les conditions optimales décrites par Allport. À la fin de l’expérience, les participants estimaient hautement leurs collègues noirs pour ce qui est de leur attraction, amabilité et de leurs compétences. Quelques mois plus tard, ils faisaient toujours preuve de moins de préjugés raciaux par rapport à leurs attitudes au début de l’expérience et aussi par rapport au groupe contrôle.

### La méta-analyse de l'hypothèse du contact intergroupe de Pettigrew et Tropp
Thomas F. Pettigrew et Linda R. Tropp ont produit une méta-analyse de test portant sur la théorie du contact intergroupe. Ils définissent le contact intergroupe comme une interaction face à face entre des membres de deux groupes clairement définis. Ils ont testé 515 études portant sur l'hypothèse du contact. Cette méta-analyse se propose d'étudier quatre explications alternatives à l'effet du contact en appliquant des tests de validités statistiques ou des précautions expérimentales particulières.
1. La sélection des participants. Les personnes enclines aux préjugés auraient une tendance à éviter le contact alors que les personnes plus tolérantes auraient tendance à rechercher le contact intergroupe. Par des méthodes expérimentales et statistiques renforcées les chercheurs parviennent à un plus grand contrôle de ce facteur.
2. Les biais de publication. Les chercheurs souhaitant prouver d'importants effets et les journaux souhaitant publier des études démontrant d'importants effets, les deux se trouvent à négliger les études montrant de faibles effets, ou même une absence d'effet. Ce biais de sélection d'articles mène à surestimer l’existence de certains effets. Pour contrer cet effet, Pettigrew et Tropp diversifient leurs tests et étendent leurs analyses au-delà des précédents résultats.
3. Une généralisation abusive de l'effet de contact. Pettigrew et Tropp ont été vigilants à ce que chaque test portant sur le lien entre le contact et le préjugé inclut une généralisation au-delà de la situation immédiate de contact et du participant.
4. La rigueur avec laquelle sont menées les études : le dernier test de validité appliqué porte sur le lien entre la rigueur avec laquelle a été menée l'étude et la puissance de l'effet de contact intergroupe. Si des études moins rigoureuses conduisent à un effet moyen du contact intergroupe, alors Pettigrew et Tropp considéreraient l'étude comme non établie, en revanche si des indices de rigueur dans l'étude conduisent à un effet fort de l'effet de contact alors ils accorderaient beaucoup plus de crédit aux résultats.

En maintenant tous ces biais potentiels sous contrôle, Pettigrew et Tropp arrivèrent à la conclusion que le contact intergroupe réduit les préjugés intergroupe.
En ce qui concerne le biais de la sélection des participants, les études qui ne laissent pas le choix du contact aux participants semble obtenir un effet de contact plus important que les études laissant le choix aux participants d'entrer en contact les uns avec les autres. Concernant les tests pour le biais de publications, sur 6, tous excepté 1 indiquent que ce biais n'est pas une réelle menace pour la validité des résultats. Dans les études les plus rigoureuses, l'effet du contact se trouve être significatif.
Pour ce qui est de la généralisation, l'effet du contact intergroupe semblerait se généraliser parmi les participants dans la situation immédiate de contact. L'attitude à l'égard du participant immédiat devient plus favorable, mais en plus, l'attitude plus positive s'étend à tout le groupe, à des membres du groupe dans une autre situation et aussi à des exogroupes non impliqués dans le contact. Enfin, Pettigrew et Tropp concluent que les résultats de la meta-analyse fournissent des preuves évidentes que le contact intergroupe peut contribuer, de manière significative, à une réduction de préjugés parmi un important panel de groupes et de situations.

## Le contact étendu
Elizabeth Levy Paluck et Donald P. Green ont rédigé un rapport des différents travaux de recherche portant sur la réduction des préjugés. Ils passent en revue les différentes hypothèses et constatations dans l'idée d'évaluer la validité des résultats. Par préjugés, ils entendent stéréotypes, discrimination, intolérance et émotions négatives envers un autre groupe. Concernant l'hypothèse du contact, ils développent l'idée d'un effet de contact étendu. Étendu s'entend comme étendu aux autres formes de contact que le face à face. En effet, les théories relatives au contact étendu stipulent que via d'autre médias que le contact direct, on peut aussi trouver des effets de réduction des préjugés.

### La lecture
La lecture pourrait être un média vecteur de diminution des préjugés à l'égard d'un exogroupe. Plusieurs études ont été menées auprès d'enfants dans des écoles ayant pour objectif d'examiner les effets de la littérature sur les préjugés. Les premières portaient sur des enfants qui lisent des histoires d'autres cultures ou au sujet d'autres cultures. D'autre étudiaient la lecture d'histoires au sujet d'Africains, d’Américains ou de personnes handicapées. D'autres encore lisaient des histoires au sujet de contacts établis entre enfants de différents groupes. Les études rapportant les résultats les plus significatifs sont celles concernant la littérature qui présentait le contact entre des enfants semblables à ceux faisant l’expérience et des enfants d'une autre culture. Ces effets sont expliqués par le fait que la littérature est un vecteur de communication de normes sociales. De plus les récits encouragent la prise de perspective et l'empathie.

### La radio et la télévision
Pendant un an Elisabeth Levy Paluck a mené une étude au Rwanda pour tester l'impact d'un feuilleton radiophonique relatant l'histoire de deux communautés rwandaises et de leurs luttes empreintes de préjugés et de violences. Les chercheurs ont constaté que le programme a affecté les auditeurs en modifiant leur perception des normes sociales et leur comportement à l'égard des mariages inter-ethniques, la coopération et la guérison des traumatismes. Ce programme en revanche n'a pas eu un grand effet sur les croyances de l'audience. Ce programme a aussi eu une influence sur leur empathie. Les résultats ont indiqué que les comportements intergroupe sont plus liés aux normes sociales qu'aux convictions personnelles.

## Les applications politiques de l'hypothèse du contact
Aux États-Unis, l'hypothèse du contact a eu notamment un impact sur les politiques de déségrégation à l'école .
En Angleterre, Ted Cantle a récemment livré un rapport à la suite des émeutes de 2011 en Angleterre à Bradford, Burnley et Oldham. Selon lui, la ségrégation des jeunes dans des écoles mono confessionnelles serait un facteur ayant contribué aux émeutes d'été. À la suite de ce rapport, Herman Ouseley, Baron Ouseley, patron de la Commission for Racial Equality dira que, laissées à leur propre sort, il semblerait que les personnes se réfugient dans leur zone de confort en s'entourant d'autres personnes semblables. Hewstone fait la promotion de l'hypothèse du contact, qui passe d'un cadre théorique à une application concrète. En effet, il arrangera des rencontres avec le gouvernement, des éducateurs et des policiers pour promouvoir l'application de cette idée psychosociale à la société.
En Irlande, l'hypothèse du contact a soutenu les initiatives politiques menées afin d’améliorer les relations entre les communautés catholiques et protestantes . Les recherches de Hewstone ont notamment montré l'importance des amitiés entre des exogroupes, comparé l'efficacité des contacts directs et indirects, et démontré la valeur des contacts dans le cadre éducationnel. Hewstone rappelle que dans ce pays, 97 % des enfants vont dans des écoles confessionnelles, et attendent donc l'université pour avoir plus d'opportunités d'avoir des contacts intimes avec la communauté « rivale ».
Hewstone démontre que les amitiés intercommunautaires à l'université ont un effet significatif sur la réduction des préjugés et l'indulgence envers l'exogroupe. Hewstone résume ceci en disant qu'avoir des contacts dès les premières étapes de l’éducation est déterminant. Hewstone propose donc de poursuivre les mécanismes de contact dans les relations de communauté et dans le secteur de l'éducation en Irlande du Nord.
Aux États-Unis, la politique de ségrégation qui a sévi entre 1870 et 1960 séparait les enfants blancs des enfants noirs dans des écoles distinctes. Après la publication de lois interdisant la ségrégation, les initiatives politiques telles que le busing étaient largement soutenues par la théorie du contact. La population vivant dans des espaces géographiques relatifs à leur niveau socio-économique, l’itinéraire du bus chargé du ramassage scolaire obéissait moins à une logique géographique qu'à un itinéraire permettant une certaine mixité à bord du bus. En France, de telles expériences ont été menées avec plus ou moins de succès à Bergerac et à Oullins. À Bergerac, Après avoir constaté un taux de réussite scolaire faible dans l'école où étaient solarisés les enfants issus d'une même cité, le maire de la ville décida la création du "Regroupement Pédagogique éclaté". Ce dispositif de ramassage scolaire permettait de repartir les enfants issus de cette cité dans des écoles différentes et assurait un brassage à bord du bus. Le projet a été stoppé pour des raisons budgétaires, et les familles ont été relogées, il est donc difficile de tirer des conclusions de l’expérience qui reste majoritairement contestée par la gauche française.
Plus récemment en France, les réformes proposées au sein de l'institution Science Po Paris par l'ancien directeur Richard Descoings, ont visé une plus grande mixité dans le cursus. Celui-ci proposa une voie d'accès sans concours aux lycéens issus de ZEP (Zone d’Éducation Prioritaire) et la suppression de l'épreuve de culture générale considérée comme épreuve socialement discriminante. La volonté de Richard Descoings était d'assurer l'intégration des jeunes issus des classes sociales moyennes et populaires et de proposer des moyens pour déjouer le mécanisme de reproduction sociale. Ainsi, le pourcentage d'enfants d'ouvriers suivant le cursus est passé de 1 % à 4,5 % en 10 ans et le pourcentage d'enfants d'employés est passé de 2 % à 7,5 %. Ces politiques assurant l'égalité promeuvent la mixité, assurant ainsi de manière indirecte un contact entre des membres de groupes différents. L'hypothèse du contact sous-tend ce type d’initiative.

## Les limites de l'hypothèse du contact
Le contact n'est pas l'unique moyen d’apaiser les préjugés stéréotypiques d'un groupe à l’égard d'un autre. Promouvoir l'empathie, la coopération, les paradigmes d'apprentissage, les programmes d’éducation multiculturelles, le processus de catégorisation et la création de groupe à l'identité supraordonnée sont autant d'interventions qui apportent leurs contributions . Cependant, toutes ces interventions incluent un degré plus ou moins important de contact intergroupe.
Si l'effet positif de l'hypothèse du contact est bien prouvé en laboratoire, elle n'a pas été assez testée sur le terrain, dans des conditions réelles. Par exemple, elle pourrait être testée plus souvent dans des camps de vacances, des unités de maintien de la paix internationale et dans des camps de réfugiés.
Enfin, il semblerait que trop peu d'études se soient penchées sur les facteurs négatifs qui empêcheraient le contact intergroupe d'avoir un effet positif sur les préjugés.